# ناوشکن کلاس ادس
دیسترویر کلاس ادس (به انگلیسی: Audace-class destroyer) یک کلاس از کشتی است که طول آن 140.7 m می‌باشد.